# La Selve (Aisne)
La Selve é uma comuna francesa na região administrativa de Altos da França, no departamento de Aisne. Estende-se por uma área de 4,77 km². Em 2010 a comuna tinha 220 habitantes (densidade: 46,1 hab./km²).